# Miroir de Mangin

Schéma de principe d'un télescope Klevstov Cassegrain, où le C représente le correcteur, composé d'une lentille et d'un miroir de Mangin.

Un miroir de Mangin est un miroir formé par un ménisque divergent dont la surface avec la moins forte courbure est traitée de manière à être réflective, formant ainsi un miroir sphérique concave réfléchissant la lumière sans aberration sphérique. Ce miroir a été inventé en 1876 par l'officier français Alphonse Mangin afin de réaliser un miroir moins coûteux qu'un miroir parabolique.
Le principe du miroir de Mangin est qu'un rayon lumineux passant par le système sera d'abord réfracté, puis réfléchit avant d'être à nouveau réfracté. Le rôle de la lentille est de sur-corriger l'aberration sphérique pendant que le miroir sphérique formé par l'arrière de la lentille traité génère lui de l'aberration sphérique sous-corrigée. Les deux se compensent dès lors que l'on a choisi correctement la cambrure de la lentille.
Cette configuration est l'équivalent d'un triplet de lentilles et le fait que la lumière passe deux fois par la surface réfractive a pour conséquence en conception optique pour des calculs dits « séquentiels », de devoir en général entrer deux fois la surface dans le logiciel tout en prenant soin que l'optimisation ne différencie pas les rayons de courbures des surfaces,.